# Kel-Tec RFB
RFB (англ. Rifle, Forward-ejection, Bullpup — Гвинтівка, Передній викид, Булл-пап) — американська самозарядна гвинтівка виробництва компанії Kel-Tec.

## Історія
Гвинтівка була вперше представлена на виставці SHOT Show 2008 року, яка проходила з 2 по 5 лютого в Лас-Вегасі. Представники Kel-Tec заявили, що гвинтівка RFB буде доступна для широкої публіки до 4 кварталу 2008 року. Пізніше на веб-сайті Kel-Tec було зазначено, що варіант карабіна зі стволом 18 дюймів (460 мм) не буде поставлятися до лютого 2009 року через зміну виробничого процесу, задуманого як превентивний захід проти можливого законодавства щодо контролю над зброєю. Гвинтівка була вперше відправлена дистриб'юторам у перший тиждень березня 2009 року.

## Характеристика
RFB є самозарядною гвинтівкою під набій 7,62×51 мм НАТО, яка використовує магазини для штурмової гвинтівки FN FAL. Автоматика працює за рахунок відведення порохових газів х коротким ходом поршня і перекидним затвором.
У гвинтівці використовується запатентована система викиду вперед через трубку, розташовану над стволом, яка викидає стріляну гільзу вперед через гвинтівку. Вилучення здійснюється двома екстракторами, кожен з яких має дві осі обертання. Екстрактори можуть переміщатися з боку в бік, щоб зачепити обід гільзи, і повертатися вгору, щоб вийняти стріляну гільзу після пострілу. Порожні гільзи залишаються в жолобі викиду, доки зброя не буде нахилена вниз, не буде задіяна рукоятка заряджання або вони не будуть виштовхнуті наступними гільзами. Гільзи м'яко падають із жолоба ліворуч від ствола.
Щоб уникнути недбалого натискання на спусковий гачок, типового для вогнепальної зброї булл-пап, в RFB використовується плаваюча тяга між шепталом і спуском, яка дозволяє шепталу залишатися над гачком. Зброя повністю двостороння, у стилі бельгійської гвинтівки FN F2000. RFB поставляється без прицільних пристроїв, оскільки оснащена планкою Пікатінні військового типу для встановлення широкого спектру оптики і тактичних аксесуарів. Ствол RFB не є повністю вільно плаваючим, він служить жорстким «хребтом» зброї, до якої прикріплені решта всіх компонентів (безпосередньо або через інші компоненти).

## Варіанти
Kel-Tec випускає 4 варіанти гвинтівок, які відрізняються довжиною ствола:
- карабін (460 мм);
- мисливський варіант (610 мм);
- цільовий варіант зі стволом важкого профілю (810 мм) або стволом з нержавіючої сталі (660 мм) та регульованим спуском з п'ятьма позиціями зусилля (від 8.9 до 26.7 Н);
- RFB-C виключно для експорту в Канаду зі стволом 470 мм, який відповідає канадським вимогам щодо довжини стволів гвинтівок, які перебувають у вільному доступі[8].

## RFB в культурі

### Кінематограф
- Джон Уік 3

### Відеоігри
В дужках вказана назва гвинтівки і у грі.
- Soldier of Fortune: Payback (ACR-2)
- Alliance of Valiant Arms
- Killing Floor (M7A3) — футуристична штурмова гвинтівка, ззовні дуже схожа на карабін RFB[9].
- The Darkness II (Striker)
- ArmA III (SDAR)
- Battlefield 4
- State of Decay (RFB)
- Contract Wars
- Just Cause 3 (CS27 Misfortune)
- Escape from Tarkov (Kel-Tec RFB 7.62x51)
- Sniper: Ghost Warrior 3 (KT-R)